# Barra de São Miguel (Alagoas)
Pour les articles homonymes, voir Barra de São Miguel.
Barra de São Miguel est une municipalité brésilienne dans l'État de l'Alagoas.